# هالو وارز 2
هالو وارز 2 (بالإنجليزية: Halo Wars 2)‏، هي لعبة فيديو إلكترونية من تطوير ستوديو 343 إندستريز وذا كريتيف أسمبلي، وهي من نشر مايكروسوفت ستوديوز، نشرت بتاريخ 21 فبراير سنة 2017م، وتعمل لنظامي إكس بوكس ون ومايكروسوفت ويندوز، وهي من ضمن سلاسل هيلو.